# Maniago
Maniago (Manià en frioulan) est une commune d'environ 12 000 habitants de la province de Pordenone, dans la région autonome du Frioul-Vénétie Julienne, en Italie.

## Économie
Maniago est connue pour sa production d'outils tranchants (couteaux , ciseaux, instruments chirurgicaux) aussi bien traditionnels que modernes. Les entreprises du secteur sont regroupées au sein du Consorzio Coltellinai (Coopérative de la coutellerie) et, pour promouvoir ses produits, Maniago organise un concours international de création de couteaux (Concorso Internazionale di Design per Coltelli).

## Culture
Duomo di San Mauro Piazza Italia 22 39.0427.71424 .

Museo dell'Arte fabbrile e delle Coltellerie Via Maestri del Lavoro 1 39.0427.709063.

## Administration
| Période                                  | Période  | Identité         | Étiquette     | Qualité |
| ---------------------------------------- | -------- | ---------------- | ------------- | ------- |
| 29 mai 2007                              | En cours | Alessio Belgrado | Centro-Destra |         |
| Les données manquantes sont à compléter. |          |                  |               |         |

### Hameaux
Campagna, Dandolo, Maniagolibero, Fratta

### Communes limitrophes
Andreis, Arba, Fanna, Frisanco, Montereale Valcellina, San Quirino, Vajont, Vivaro.

### Évolution démographique
Habitants recensés